# Fabio Liverani
Fabio Liverani, född 29 april 1976, är en italiensk före detta fotbollsspelare. Liverani är född och uppvuxen i Italien av en somalisk mamma och en italiensk pappa. År 2001 blev han den första spelaren med afrikansk bakgrund att representera Italien.